# فرانك كريسويل
فرانك كريسويل (بالإنجليزية: Frank Cresswell)‏ (5 سبتمبر 1908 في المملكة المتحدة - 1979) هو لاعب كرة قدم بريطاني (وحمل سابقاً جنسية المملكة المتحدة لبريطانيا العظمى وأيرلندا) في مركز الهجوم. شارك مع منتخب إنجلترا تحت 16 سنة لكرة القدم. أما مع النوادي، فقد لعب مع نادي سندرلاند ونادي كوناهس كواي ونوتس كاونتي ووست بروميتش ألبيون ونادي تشستر سيتي ونادي ساوث شيلدز ‏.

## وصلات خارجية
- فرانك كريسويل على موقع قاعدة بيانات كرة القدم.إي يو (الإنجليزية)